# Bacillus anthracis
Pour les articles homonymes, voir charbon.
Espèce
Le bacille du charbon (Bacillus anthracis) ou bactéridie charbonneuse ou Bacille de Davaine est une bactérie du genre Bacillus qui cause la maladie du charbon. La bactéridie charbonneuse a été identifiée presque simultanément (et indépendamment) au début des années 1850, en Allemagne par Aloys Pollender, et en France par Pierre Rayer et Casimir Davaine, mais c'est Robert Koch qui, en 1876, parvient à la cultiver, et découvre le phénomène de la sporulation permettant sa survie dans le sol. La maladie du charbon est une anthropozoonose, c'est-à-dire qu'elle touche aussi bien l'animal que l'Homme.
Bien que le bacille soit nommé anthracis, et que la maladie du charbon soit nommée « anthrax » en anglais, la maladie du charbon ne doit pas être confondue avec l'anthrax (carbuncle en anglais).

## Description du germe

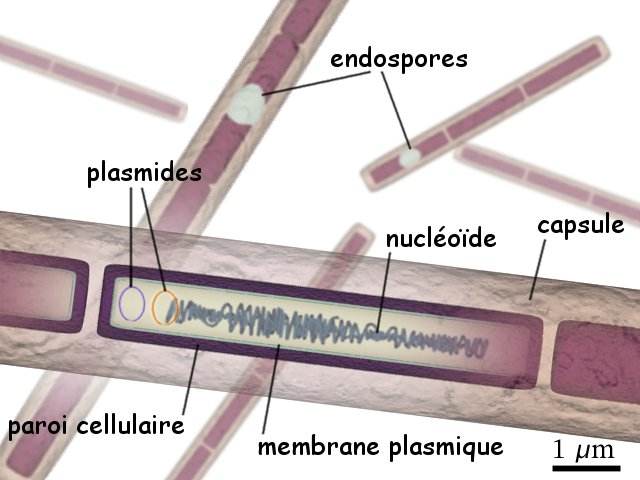
Structure du Bacillus anthracis.

Bacillus anthracis est une bactérie Gram positif, sporulante, aérobie et anaérobie facultative. Ses spores sont hautement résistantes. Lors de l'infection, elles germent et produisent des facteurs de virulence.
Les spores ne se divisent pas, mais peuvent survivre des dizaines d’années dans le sol. Leur destruction est très difficile car elles résistent à la sécheresse, à la chaleur et à de nombreuses substances désinfectantes. La spore très résistante de bacillus anthracis lui permet de survivre des années dans la terre en attendant l'occasion d'infecter un nouvel hôte.
En tant que zoonose, la maladie du charbon est surtout développée chez les herbivores : moutons, chèvres, bovidés, chevaux, chameaux. Pratiquement tous les animaux sont susceptibles de l'attraper. Seuls les carnivores et les porcs sont relativement résistants : les premiers (loups, renards, chiens) grâce à leur acidité gastrique plus élevée, les seconds grâce à un facteur antibactérien de leurs leucocytes.
La contamination des animaux semble se faire surtout par l'alimentation ; elle aboutit à une septicémie rapidement mortelle : la rate hypertrophiée, le cœur et les gros vaisseaux contiennent un sang noirâtre fourmillant de bacilles.
Bacillus anthracis possède deux facteurs de virulence :
1. Sa capsule, composée uniquement d'acides poly gamma D-glutamique, qui lui permet d’échapper à la phagocytose ;
2. La production de deux toxines, composées de trois protéines distinctes : l’antigène protecteur, le facteur œdématogène et le facteur létal. Lorsque les deux premières protéines sont associées, elles forment la toxine œdématogène, tandis que lorsque l’antigène protecteur est associé au facteur létal il y a formation de la toxine létale. Ces dernières agissent en synergie avec la capsule directement sur la virulence de la bactérie : en l'absence soit des toxines, soit de la capsule, la virulence est réduite d’un facteur 1000.

Nota : En raison de sa découverte au début de la bactériologie, en raison de la facilité avec laquelle il se prête à l'expérimentation Bacillus anthracis a été pendant longtemps le microbe d'étude favori dans les laboratoires.

## Le charbon chez l'homme

### Écologie et pathogénie
Chez l'homme, la porte d'entrée la plus fréquente est constituée par de petites blessures cutanées : après 1 à 3 jours d'incubation apparaît une petite vésicule (« pustule maligne ») qui s'entoure d'une zone œdématisée où peuvent apparaître des vésicules secondaires. Il n'y a guère de suppuration, mais les vésicules se transforment en escarres recouvertes d'une croute noirâtre. À ce stade, la maladie est parfaitement curable (mortalité inférieure à 1 % des cas traités) mais si elle n'est pas reconnue, la généralisation par voie lymphatique survient après quelques jours et la septicémie devient rapidement mortelle. La porte d'entrée digestive (consommation de viande d'un animal charbonneux) n'existe que dans les pays à hygiène déficiente. Il en va de même pour la pneumonie par inhalation (« woolsorter's disease »), heureusement rare.

### Épidémiologie
Au point de vue épidémiologique, deux groupes professionnels sont exposés :
1. Les personnes en contact avec les animaux atteints : éleveurs et fermiers, vétérinaires, personnel d'abattoirs. La fréquence de ces cas diminue en fonction du succès de la lutte contre le charbon animal dans les pays à forte organisation sanitaire. Le charbon animal est devenu rare dans les pays développés : quelques cas accidentels dus à l'incorporation de produits importés (viande séchée, poudre d'os) et mal stérilisés dans les aliments pour bétail ;
2. Les personnes manipulant des produits d'origine animale souvent importés de pays où le charbon animal est encore répandu : peaux (tanneurs), laine et poils de chèvres et chameaux (tissages, fabriques de brosses), os concassés (fabriques de colle et de gélatine) et les dockers qui déchargent ces produits à l'importation. Après traitement industriel, les produits finis ne présentent plus de danger.

### Propriétés bactériologiques
A. Morphologie.
- Bacilles assez volumineux : 6 à 8 micromètres de long sur 1,0 à 1,5 micromètre de large.
- Immobiles.
- Entourés d'une capsule bien nette dans les produits pathologiques. Cette capsule n'est guère développée en culture sauf si celle-ci est faite sur milieux enrichis de liquides organiques et en atmosphère contenant 10 à 20 % de CO2. Cette capsule est de nature polypeptidique (polymère d'acide glutamique).
- La spore est centrale et non déformante : on ne la trouve pas dans les produits pathologiques car la sporulation ne se fait pas in vivo : elle exige la présence d'oxygène libre et une température comprise entre 16 et 40 °C.

B. Culture.
- Croissance aisée sur les milieux usuels.
- Gélose : colonies grisâtres, de 4 à 5 mm, rugueuses (ce sont ici les souches avirulentes, sans capsules, qui donnent des colonies lisses), à bords festonnés (« tête de méduse »).
- Bouillon : reste clair, grumeaux qui sédimentent au fond du tube.
- Gélatine : à partir de la piqûre centrale, filaments latéraux de plus en plus petits vers le fond du tube : « sapin renversé ». Liquéfaction lente (3 - 4 jours).

C. Enzymes et toxines.
- Le bacille du charbon ne secrète pas d'hémolysine.
- On décrit 3 substances isolées de l'œdème d'animaux infectés, ne se retrouvant en culture que si le milieu est très riche :
  - Facteur I = EF : « Edema Factor »,
  - Facteur II = PA : « Protective Antigen »,
  - Facteur III = LF : « Lethal Factor ».

Chacun de ces facteurs est immunogène mais leur action pathogène est complexe : chacun d'eux injecté pur n'est guère toxique alors que le mélange est létal.
D. Antigènes (Ag).
La capsule polypeptidique a les propriétés d'un haptène. Elle joue un rôle dans la pathogénie puisque les souches sans capsule sont avirulentes. Toutefois, la possession d'Ac[Lequel ?] anticapsulaires (induits par exemple en injectant des bacilles tués) ne confère pas de résistance à l'infection.

### Méthodes de diagnostic
- Examen microscopique de la sérosité de la pustule.
- Culture de cette sérosité.
- Hémoculture si menace de septicémie.

### Immunité
La vaccination des animaux à l'aide de bacilles vivants atténués[réf. souhaitée] se pratique dans les régions où le charbon est encore abondant et cause d'importantes pertes économiques.

### Prophylaxie
Les animaux morts doivent être manipulés avec précautions. Ils sont normalement enlevés par les camions du clos d'équarrissage où les carcasses sont stérilisées ou incinérées. À défaut, on prescrit l'enfouissement profond (2 m) entre deux couches de chaux vive.
Les ouvriers qui manipulent les produits dangereux doivent être munis de vêtements protecteurs (à stériliser après emploi) et avertis des précautions à prendre (lavage et désinfection des mains, etc.)
Les prescriptions légales au niveau des abattoirs préservent efficacement le consommateur de toute mise en commerce de viande dangereuse.

### Traitement
Le bacille du charbon est sensible à divers antibiotiques (pénicillines, macrolides, tétracyclines, etc.). Sauf contre-indication, la pénicilline sera toujours le premier choix.
La revue scientifique PLOS One a publié le 27 janvier 2014 un article présentant la découverte d'une nouvelle sorte de bacteriophage pouvant intervenir dans le traitement du Bacillus Anthracis.

## Arme bactériologique
Le Bacillus anthracis commença à être utilisé comme arme bactériologique lors de la Première Guerre mondiale. La dispersion de spores dans l'air ambiant peut entraîner le développement de la forme respiratoire de la maladie du charbon, fatale dans 50 % des cas.

### Fabrication
Pendant la guerre froide, les États-Unis, le Royaume-Uni et l'Union soviétique avaient des programmes de guerre biologique. La Convention sur les armes biologiques entrée en vigueur en 1975, était censée y mettre fin. Mais en Union soviétique, un programme clandestin important a continué à produire des spores d'anthrax et plusieurs autres agents biologiques.
Le 2 avril 1979, un panache de spores d'anthrax est accidentellement libéré d'une installation secrète d'armes biologiques dans la ville soviétique de Sverdlovsk. Propulsé par un vent lent, le nuage a dérivé vers le sud-est sur environ 50 kilomètres et a eu des conséquences mortelles pour les hommes et les animaux. Au moins 66 personnes ont perdu la vie, ce qui en fait l'épidémie humaine la plus meurtrière d'anthrax par inhalation jamais connue.
Bien que la multiplication de cette bactérie à partir de sources naturelles est relativement facile, toutes les souches n'ont pas le même pouvoir pathogène et, en général, le perdent lors de repiquages multiples. La multiplication ne nécessite que des milieux de culture bactériologique classiques. Cependant, seul un laboratoire spécialisé de type P3 (ou appelé NSB3 pour sécurité biologique de niveau 3) permet d'assurer la sécurité des opérateurs.

### Utilisation terroriste
L'anthrax est l'arme préférée des bioterroristes. En juin 1993, des membres de la secte japonaise Aum Shinrikyō pulvérisent la bactérie depuis un immeuble à Tokyo. Heureusement, ils utilisèrent une souche inoffensive pour les humains. 
Les attaques d'enveloppes contaminées au bacille du charbon de la fin de 2001 aux États-Unis sont l'une des premières formes observées de bioterrorisme. Vingt-deux personnes ont été infectées et cinq sont décédées.

### Stocks
Les stocks de bacille de charbon produits par les laboratoires soviétiques de Sverdlovsk dans le cadre du programme Biopreparat ont été transférés à Kantubek durant l’été 1988.
La Defense Threat Reduction Agency (« agence de réduction des menaces ») du département de la Défense des États-Unis, a mené une expédition au printemps-été 2002 pour neutraliser ce qui est probablement la plus grande réserve de bacille du charbon au monde sur ce site. Son équipe, composée de 113 personnes, a neutralisé dans les 100 à 300 tonnes de bacille du charbon en trois mois. Le coût de l'opération VIPDO (Voz Island Pathogenic Destruction Operation) a été d'environ 4 à 5 millions de dollars américains.